# ヘロド (競走馬)
ヘロドまたはキングヘロド（Herod、King Herod、1758年 - 1780年）は、18世紀後半に活躍したイギリスの競走馬・種牡馬。サラブレッド種の成立に極めて大きな役割を負い、残した血量はあらゆる時代のいかなる種牡馬・繁殖牝馬をも凌駕している。馬名はヘロデ大王に由来、かつてはキングヘロドと呼ばれていた。

## 成績

### 主な勝ち鞍
- 1763年
  - ロマンに対する500ギニーの競走
- 1764年
  - ターターに対する300ギニーのスウィープステークス
  - トムティンカーに対する1000ギニーのマッチレース
  - アンティノウスに対する500ギニーのマッチレース
- 1765年
  - アンティノウスに対する1000ギニーのマッチレース
- 1767年
  - アスカムに対する1000ギニーのマッチレース

### 種牡馬成績
- 勝利産駒：497頭
- 総獲得賞品：20万1505ポンド以上、この他2100ガロンの赤ワイン
- チャンピオンサイアー：8回（1777 - 84年）

## 後世への影響
2018年のシドニー大学の報告によると、2000年から2011年にオーストラリアで走ったサラブレッド13万5572頭の全血統表、更に抽出した128頭の常染色体塩基配列のSNP（一塩基多型）を解析した結果、これらの馬に対するヘロドの血統的影響度は18.3%に達した。
これは、2位のゴドルフィンアラビアン（13.8%）、3位のエクリプス（13.3%）、4位のセントサイモン（10.0%）、その他サラブレッドのほかのあらゆる先祖馬を遥かに凌駕するものである。
また、同一系統対立遺伝子の遡及系統解析によると、エクリプスやタッチストン、ストックウェルの近交系は競走成績に負の影響をもたらす（らした）が、ヘロドの同一系統対立遺伝子を多く持つ個体は、競走能力が高い傾向がみられたとする結果を報告している。

## 生涯
ヘロドは後にエクリプスも生産する軍人、カンバーランド公ウィリアム・オーガスタスによって生産された。記録上では5歳になる1763年、ニューマーケット競馬場で行われた4マイルのレースで勝利したのが初めてのレースであり、その後も勝ち進んだ。翌年強豪として知られていたアンティノウス (Antinous) とのマッチレースがニューマーケットで組まれこれを下す。アンティノウス陣営は翌年もう一度再戦を申し込み再びマッチレースが組まれたが、またしてもヘロドの勝利に終わった。
このマッチレースが行われた1765年、カンバーランド公が死亡したためジョン・ムーアが購入し所有者が変わっている。その後は環境の変化からか体調を崩し不調が続いた、記録上1000ギニーのマッチでアスカムに勝ったのが最後のレースである。通算成績は10戦6勝で、一応一流と呼べるべき水準には達しているが、超一流とまでは行かない程度であった。
だが、引退後種牡馬入りするとヘロドの評価は急上昇する。馬主であるジョン・ムーアの元で種牡馬入りすると、当初は10ギニーと安い種付け料であったが、初年度からフロリゼルを送り出した。その後もウッドペッカー やハイフライヤー（12戦無敗）などが活躍した。同時期にエクリプスも種牡馬として活躍していたが、エクリプス産駒の勝利数が862勝（344頭）だったのに対して、ヘロドは1042勝（497頭）とそれを引き離していた。エクリプスの862勝という数字も極めて優秀なものではあったが（参考：それまでの大種牡馬とされていたマッチェムが781勝（354頭））、ヘロドとその産駒ハイフライヤー（1108勝/469頭）の活躍はそれを凌いでおり、エクリプスはついに一度もリーディングサイアーを取ることができなかった。
このヘロドの影響は極めて大きく、今日のサラブレッドへの影響を血量に換算して計算すると、過去の種牡馬、繁殖牝馬のどれよりも高い数値を出す。ヘロドの成功は、サラブレッドという馬種の成立に少なからず貢献した。
リーディングサイアーの獲得年数は後世の研究によれば1777 - 84年の8年。ヘロドは死後4年たってリーディングサイアーを明け渡すが、すぐに代表産駒ハイフライヤーがリーディングサイアーの座につき、1785-96年,98年の計13回リーディングサイアーを獲得し、父に続く成功を見せた。さらにハイフライヤーの代表産駒サーピーターティーズルも1799-1802,04-09年の計10回（又は9回）リーディングサイアーになり、この系統だけで33年間で31回もリーディングをとることになった。このため18世紀後半から19世紀前半にかけてサラブレッドの主流血統は現代ではマイナーなヘロド系であった。
19世紀後半に入るとハイフライヤー系やフロリゼル系が衰退、滅亡し、徐々にエクリプス系に押されていく。ヘロド系はウッドペッカーの子孫が現在も存続しているが、活躍している種牡馬は僅かであり勢力は極めて小さい。

### 主な産駒
- フロリゼル（1768_Florizel）
- ウッドペッカー（1773_Woodpecker） トウルビヨン、ザテトラーク系の祖先
- ハイフライヤー（1774_Highflyer）　12戦不敗　英リーディングサイアー13回
- ブリジット（1776_Bridget）　英オークス
- フェイス（1778_Faith）　英オークス
- メイドオブジオークス（1780_Maid of the Oaks）　英オークス
- フェノミナン（1780_Phenomenon）　セントレジャーステークス

## 血統表
| ヘロドの血統（ヘロド系 / Darley Arabian4×5=9.38%（母内）） | ヘロドの血統（ヘロド系 / Darley Arabian4×5=9.38%（母内）） | ヘロドの血統（ヘロド系 / Darley Arabian4×5=9.38%（母内）） | （血統表の出典）            | （血統表の出典）  |
| 父 Tartar 1743 栗毛                                        | 父の父Partner 1718 栗毛                                    | Jigg 1701                                                  | Byerley Turk                | Byerley Turk      |
| 父 Tartar 1743 栗毛                                        | 父の父Partner 1718 栗毛                                    | Jigg 1701                                                  | Spanker mare                |                   |
| 父 Tartar 1743 栗毛                                        | 父の父Partner 1718 栗毛                                    | Sister to Mixbury                                          | Curwen's Bay Barb           | Curwen's Bay Barb |
| 父 Tartar 1743 栗毛                                        | 父の父Partner 1718 栗毛                                    | Sister to Mixbury                                          | Spot mare                   |                   |
| 父 Tartar 1743 栗毛                                        | 父の母Meliora 1729                                         | Fox 1714                                                   | Clumsy                      | Clumsy            |
| 父 Tartar 1743 栗毛                                        | 父の母Meliora 1729                                         | Fox 1714                                                   | Bay Peg                     |                   |
| 父 Tartar 1743 栗毛                                        | 父の母Meliora 1729                                         | Witty's Milkmaid 1720                                      | Snail                       | Snail             |
| 父 Tartar 1743 栗毛                                        | 父の母Meliora 1729                                         | Witty's Milkmaid 1720                                      | Shield's Galloway           |                   |
| 母 Cypron 1750 鹿毛                                        | 母の父Blaze 1740 鹿毛                                      | Flying Childers 1715                                       | Darley Arabian              | Darley Arabian    |
| 母 Cypron 1750 鹿毛                                        | 母の父Blaze 1740 鹿毛                                      | Flying Childers 1715                                       | Betty Leedes                |                   |
| 母 Cypron 1750 鹿毛                                        | 母の父Blaze 1740 鹿毛                                      | Confederate Filly                                          | Grey Grantham               | Grey Grantham     |
| 母 Cypron 1750 鹿毛                                        | 母の父Blaze 1740 鹿毛                                      | Confederate Filly                                          | Rutland Black Barb mare     |                   |
| 母 Cypron 1750 鹿毛                                        | 母の母Selima/Salome 1733                                   | Bethell's Arabian                                          | 不明                        | 不明              |
| 母 Cypron 1750 鹿毛                                        | 母の母Selima/Salome 1733                                   | Bethell's Arabian                                          | 不明                        |                   |
| 母 Cypron 1750 鹿毛                                        | 母の母Selima/Salome 1733                                   | Champion mare                                              | Graham's Champion           | Graham's Champion |
| 母 Cypron 1750 鹿毛                                        | 母の母Selima/Salome 1733                                   | Champion mare                                              | Darley Arabian Mare F-No.26 |                   |